# Enluminure anglo-saxonne

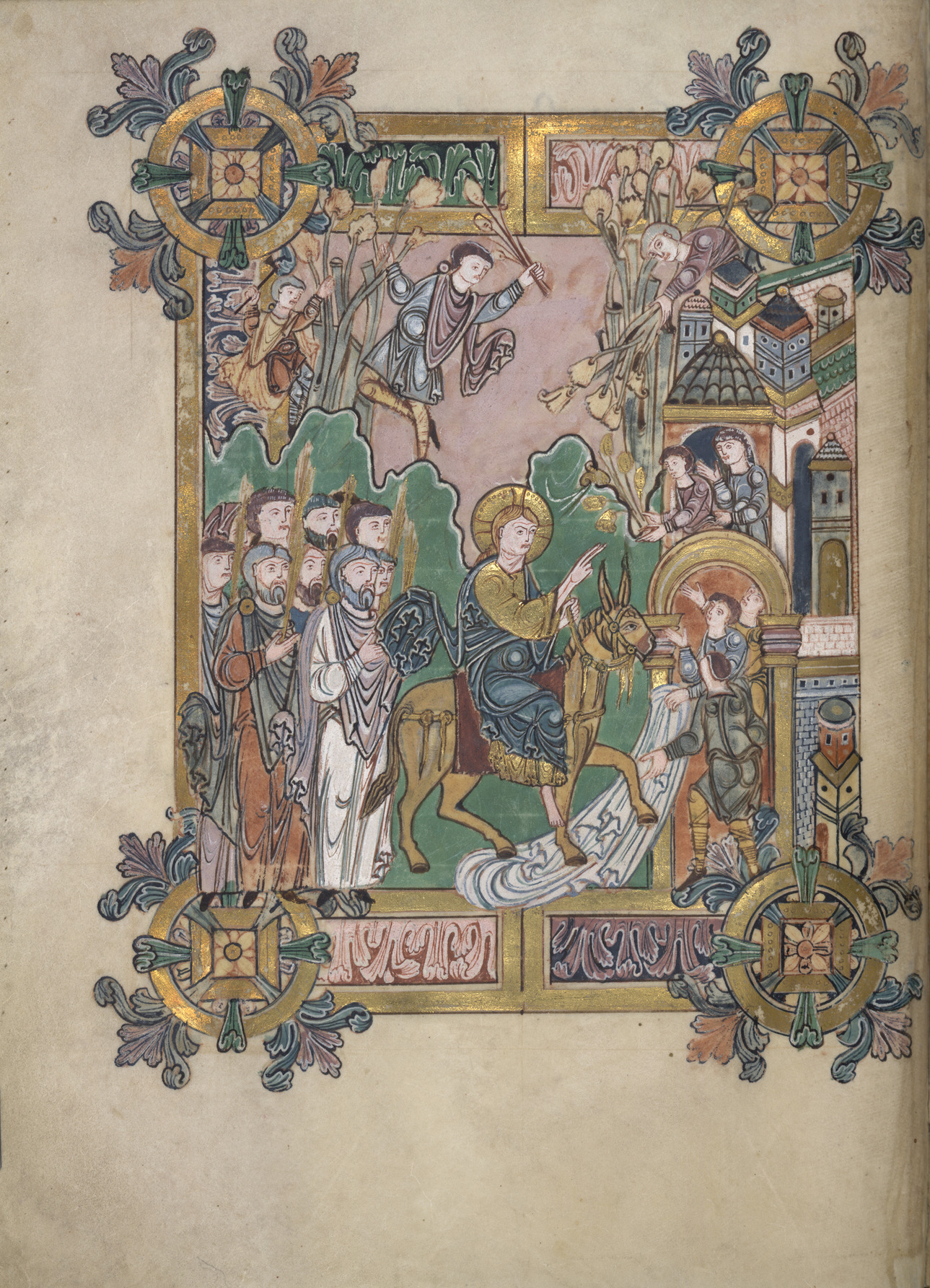
Bénédictionnaire de saint Æthelwold, f.45v

L'Enluminure anglo-saxonne désigne la production de manuscrits enluminés réalisés en Angleterre entre l'arrivée des Anglo-Saxons sur le sol britannique, au Ve siècle, et la conquête normande du pays, en 1066. Deux périodes sont distinguées : une première qui s'étend du VIe siècle au début du IXe siècle désignée généralement sous le nom d'enluminure insulaire et se confondant souvent avec la production provenant de l'Irlande voisine. La production de manuscrits enluminé connait un regain en qualité et en quantité propre à l'Angleterre, entre le milieu du Xe siècle et 1066 au sein de centres de production situés à Winchester et Canterbury principalement. 

## L'enluminure insulaire
Les moines irlandais contribuent à l'évangélisation de l'Écosse et du nord de la Grande-Bretagne en fondant de nouveaux monastères tels que celui d'Iona en Écosse par Colomba d'Iona en 563, puis celui de Lindisfarne en 635 par Aidan de Lindisfarne, en Northumbrie. Les missionnaires irlandais apportent avec eux leur art dans cette région. Dans le même temps, le sud de la Grande-Bretagne subie une influence directe du christianisme continentale et notamment italien au cours des VIe et VIIe siècles, à la suite notamment de la Mission grégorienne. Des manuscrits italiens et byzantins arrivent ainsi par ce biais sur l'île, influençant à leur tour la production des enluminures insulaires. Progressivement, les plus grands centres de production se concentrent d'abord en Northumbrie, puis dans le Kent au cours des VIIe et VIIIe siècles. Les monastères y bénéficient de conditions matérielles plus propices qu'en Irlande ainsi que de la protection voire du mécénat des rois anglo-saxons. Le scriptorium de Lindisfarne est à la fin du VIIe siècle l'un des plus prolifiques.

## L'enluminure anglo-saxonne desXeetXIesiècles
Une rupture assez nette intervient dans l'enluminure anglo-saxonne au cours du Xe siècle. Les changements interviennent aussi bien dans l'écriture, les motifs et l'iconographie utilisés.

### Contexte historique et culturel

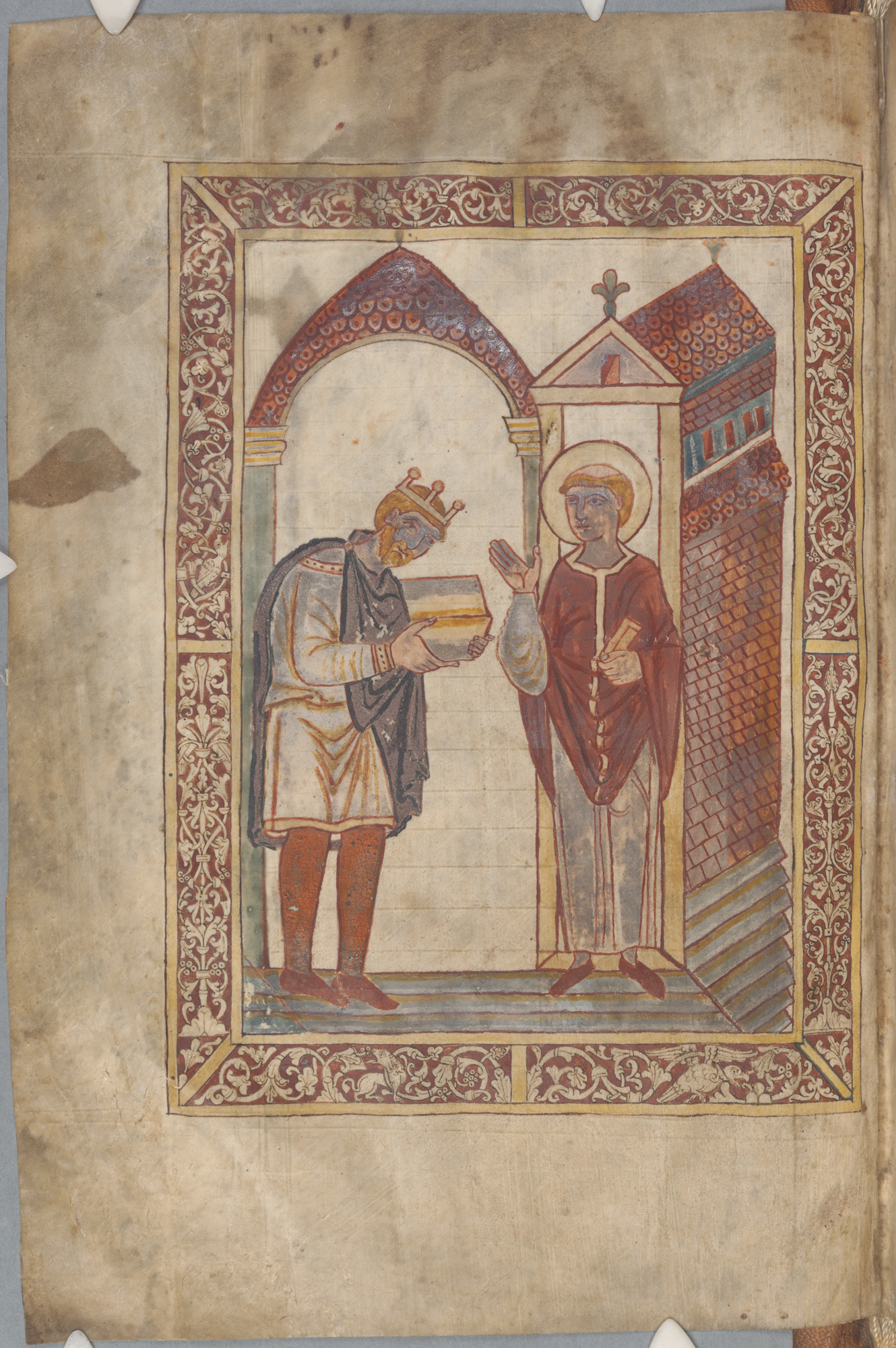
Miniature de dédicace représentant Æthelstan, Vie de saint Cuthbert, vers 930, Corpus Christi College (Cambridge).

Pendant longtemps, le modèle de l'enluminure insulaire reste prégnant en Angleterre et le pays reste rétif aux modèles issus de l'enluminure carolingienne apparus dès la fin du VIIIe siècle sur le continent. Un nouveau contexte politique sur l'île apparait cependant  à la fin du IXe siècle avec la quasi-réunification de l'Angleterre par Alfred le Grand qui contribue à mettre fin progressivement à l'occupation vikings du pays. C'est surtout sous le règne de son petit-fils Æthelstan que commence une renaissance artistique sur l'île. Plusieurs réformateurs monastiques multiplient les contacts avec les abbayes du continent : Dunstan de Cantorbéry s'exile à Saint-Pierre de Gand entre 955 et 957, Oswald de Worcester séjourne à l'abbaye de Fleury entre 950 et 958 par exemple. Les rois anglo-saxons de cette période protègent les centres monastiques et contribuent à leur essor religieux et artistique. Ils installent leur résidence principale à Winchester, dont Æthelwold est l'évêque, autre grand réformateur monastique et amateur de livres luxueux. La ville devient ainsi le centre de la vie artistique de l'époque, en compagnie de Cantorbéry, siège de la vie religieuse.

### Caractéristiques

#### Techniques de dessin et de peinture
L'illustration des manuscrits de cette période utilise deux techniques entre le dessin et la peinture. Le dessin est généralement tracé à la plume, parfois avec la même encre brun-noire que celle utilisée pour écrire le texte. Il est aussi très souvent tracé avec une encre de différentes couleurs (rouge, vert, bleu, noir). Ce changement de couleur sert à distinguer par exemple les différentes parties du corps d'un personnage, entre les vêtements et la peau. Les mêmes couleurs se retrouvent généralement dans les titres et des initiales eux aussi polychromes. Ce dessin polychrome semble être une invention anglo-saxonne qui se répand dans le reste de l'Europe dans les siècles suivant. La peinture est pour sa part appliquée à la gouache, en couleurs opaques et parfois laiteuses.

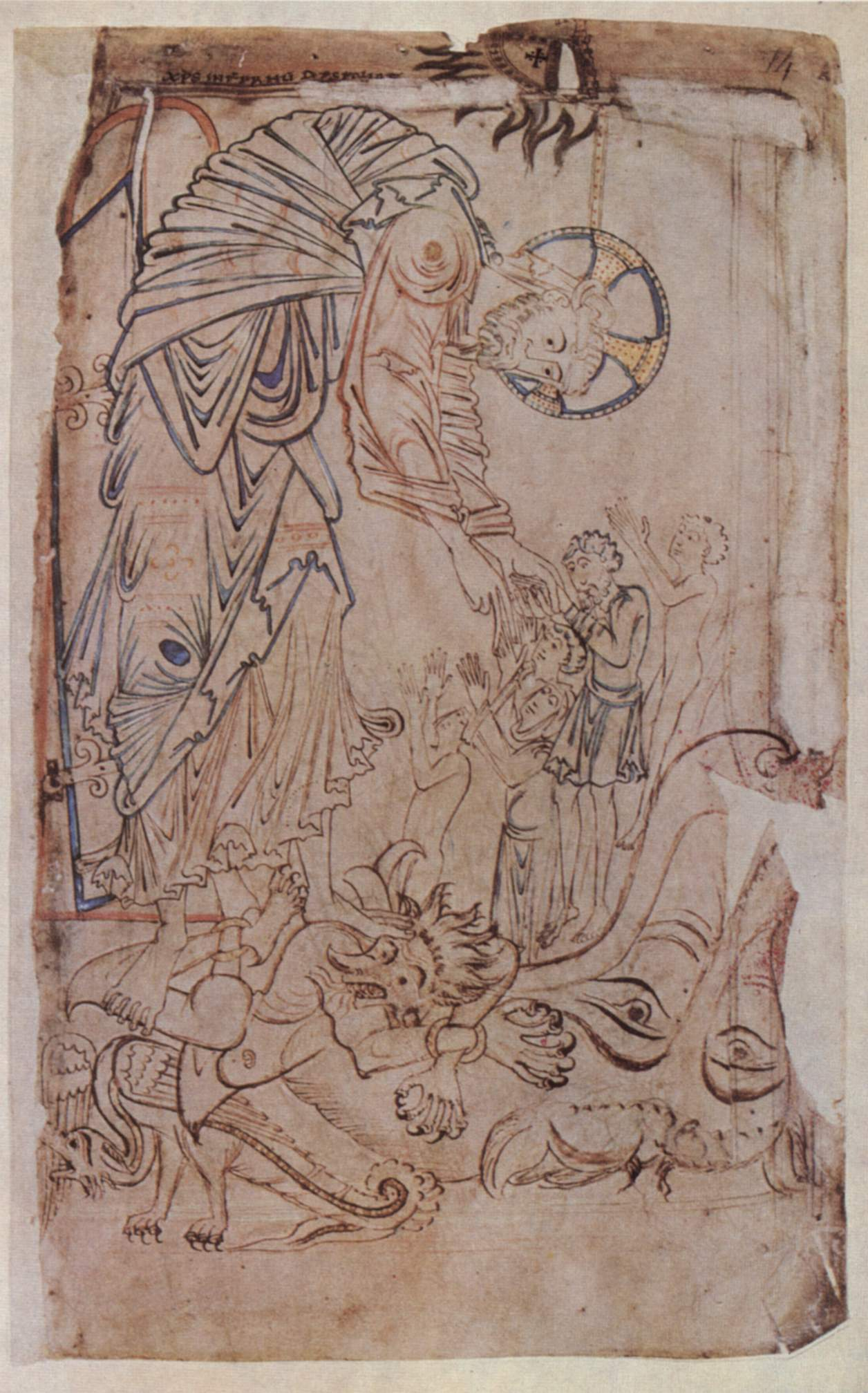
Exemple de dessin à l'encre polychrome, Psautier Tiberius.
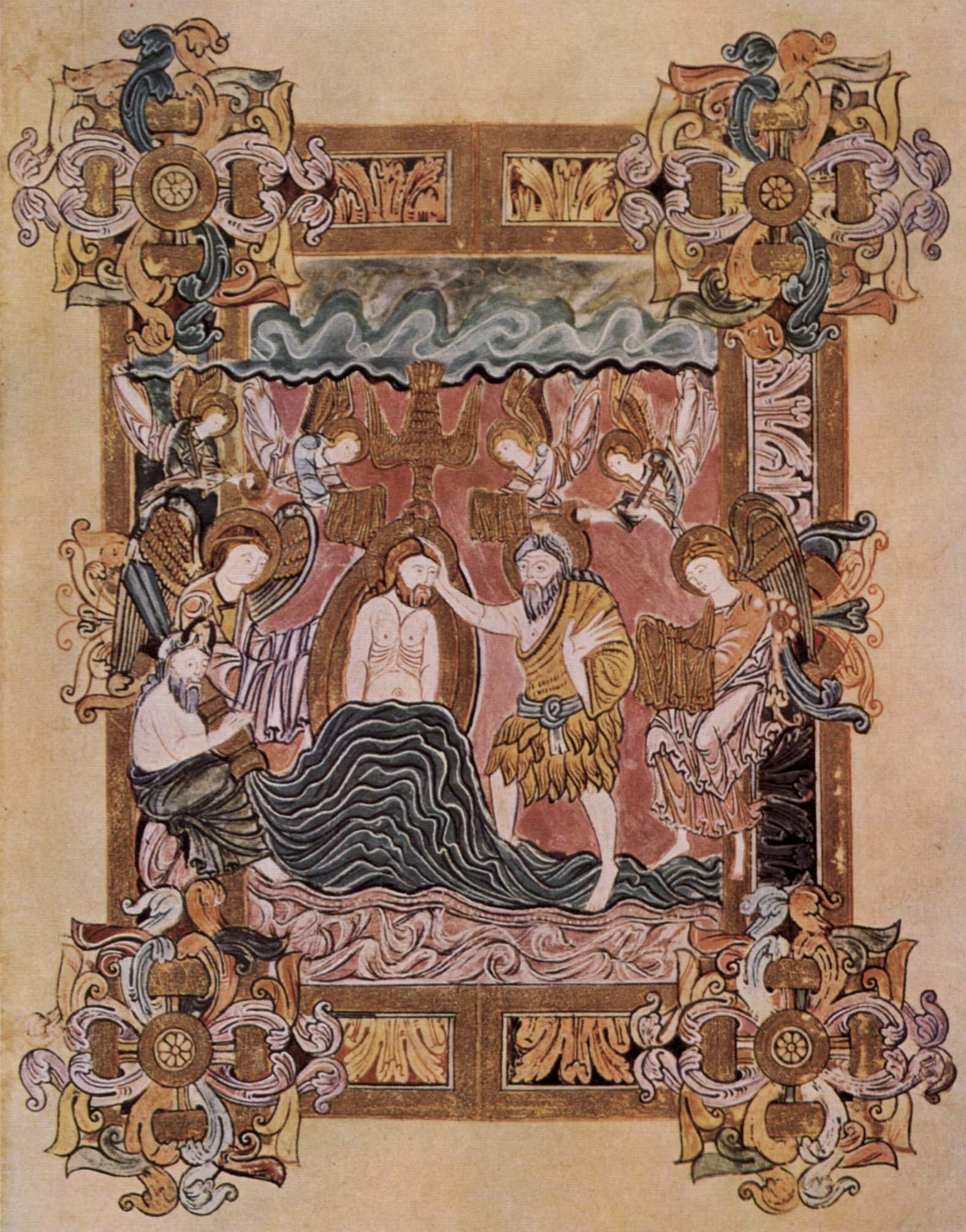
Exemple de peinture, Bénédictionnaire de saint Æthelwold.
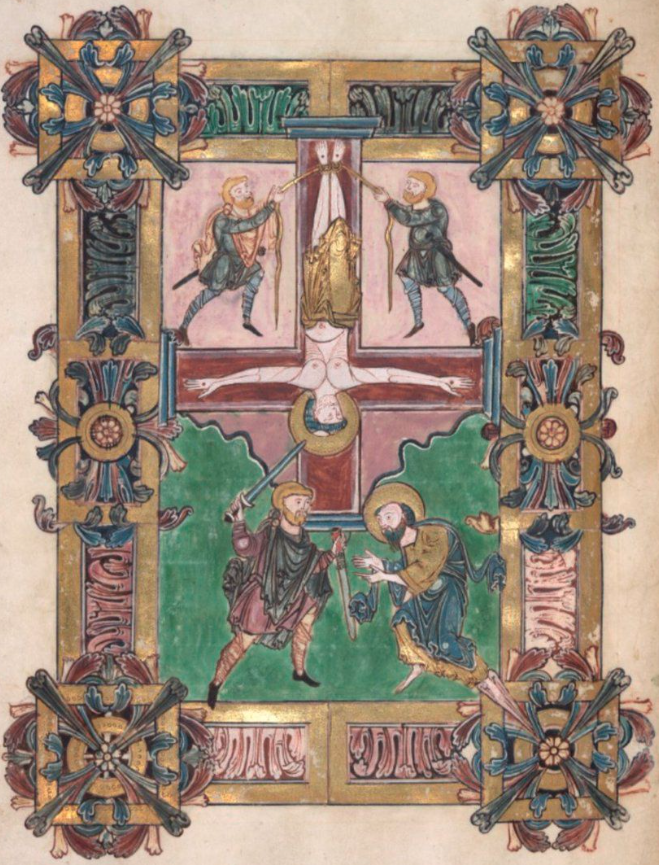
Crucifixion de Saint-Pierre, Bénédictionnaire de saint Æthelwold.

#### Motifs et iconographie
Plusieurs changements fondamentaux interviennent dans les manuscrits du Xe siècle. Outre l'écriture en minuscule irlandaise qui est abandonnée au profit de la minuscule carolingienne, les entrelacs sont remplacés par des décorations de feuilles d'acanthe, s'achevant en s'incurvant sous la forme de plumes d'autruche. Les ornements des cadres des pages sont privilégiés à la décoration des lettrines, jusque-là lieu des ornements les plus abondants dans l'enluminure insulaire. Mais c'est surtout les personnages qui prennent une forme caractéristique, qui se poursuit jusqu'à la période gothique : ils ont le corps allongé, à la tête petite, avec les mains et les pieds fins. Se construit alors un style qui devient spécifiquement anglais. L'autre motif typique de l'enluminure anglo-saxonne est le drapé. Au cours du temps, la forme de ces drapés devient de plus en plus tumultueuse et agitée, mais se fige progressivement dans des formes stéréotypées. 
Parmi les principaux types iconographiques propres à cette enluminure, se trouve la représentation de l'enfer sous la forme d'une gueule béante, forme qui est reprise là encore sur le continent par la suite. Autre iconographie récurrente, la représentation de l'Ascension prend la forme de pieds disparaissant dans les nuages. En effet, le déroulement de cet épisode de la vie du Christ a fait l'objet de nombreuses spéculations dans la littérature anglo-saxonne qui ont pu influencer cette représentation originale. À plusieurs reprises, les enlumineurs anglo-saxons font preuve d'originalité dans l'iconographie utilisée, comme dans les calendriers par exemple. 

#### Types de manuscrits enluminés
Plusieurs types de manuscrits font l'objet de décorations au cours de la période :
- les manuscrits liturgiques destinés à des personnages puissants tels que le bénédictionnaire de saint Æthelwold, le plus célèbre d'entre eux, mais aussi le bénédictionnaire de l'archevêque Robert (B.M. Rouen, ms 369) destiné peut-être à l'origine à Æthelgar, Archevêque de Cantorbéry, ou le sacramentaire de Robert de Jumièges (B.M. Rouen, ms.274), plus tardif
- les évangéliaires : ils comportent généralement des lettrines ornées en tête des évangiles, des portraits d'évangélistes et des tables de concordance décorées. Ils proviennent le plus souvent de Canterbury, comme l'évangéliaire d'Arenberg (Pierpont Morgan Library, M.869) ou encore un évangéliaire conservé à Trinity College (Cambridge) (B.10.4). Winchester produit plus tardivement des évangiles tels que l'évangéliaire de Grimbald (British Library, Add.34890).
- les psautiers : la plupart sont influencés par l'arrivée à Canterbury du psautier d'Utrecht, manuscrit carolingien qui sert de modèle pour la réalisation de manuscrit dans le pays pendant plusieurs générations. C'est le cas du psautier Harley, vers 1000, laissé inachevé, ou le psautier de Bury St Edmunds (Bibliothèque apostolique vaticane, Reg.Lat.12). D'autres manuscrits sont issus de modèles différents, tel que le psautier Tiberius (BL, Tiberius C.VI), le psautier d'Oswald ou le psautier de Bosworth.
- les manuscrits en langue vernaculaire ne sont pas absents, dont deux sont particulièrement célèbres : l'Hexateuque vieil-anglais et le manuscrit Junius.

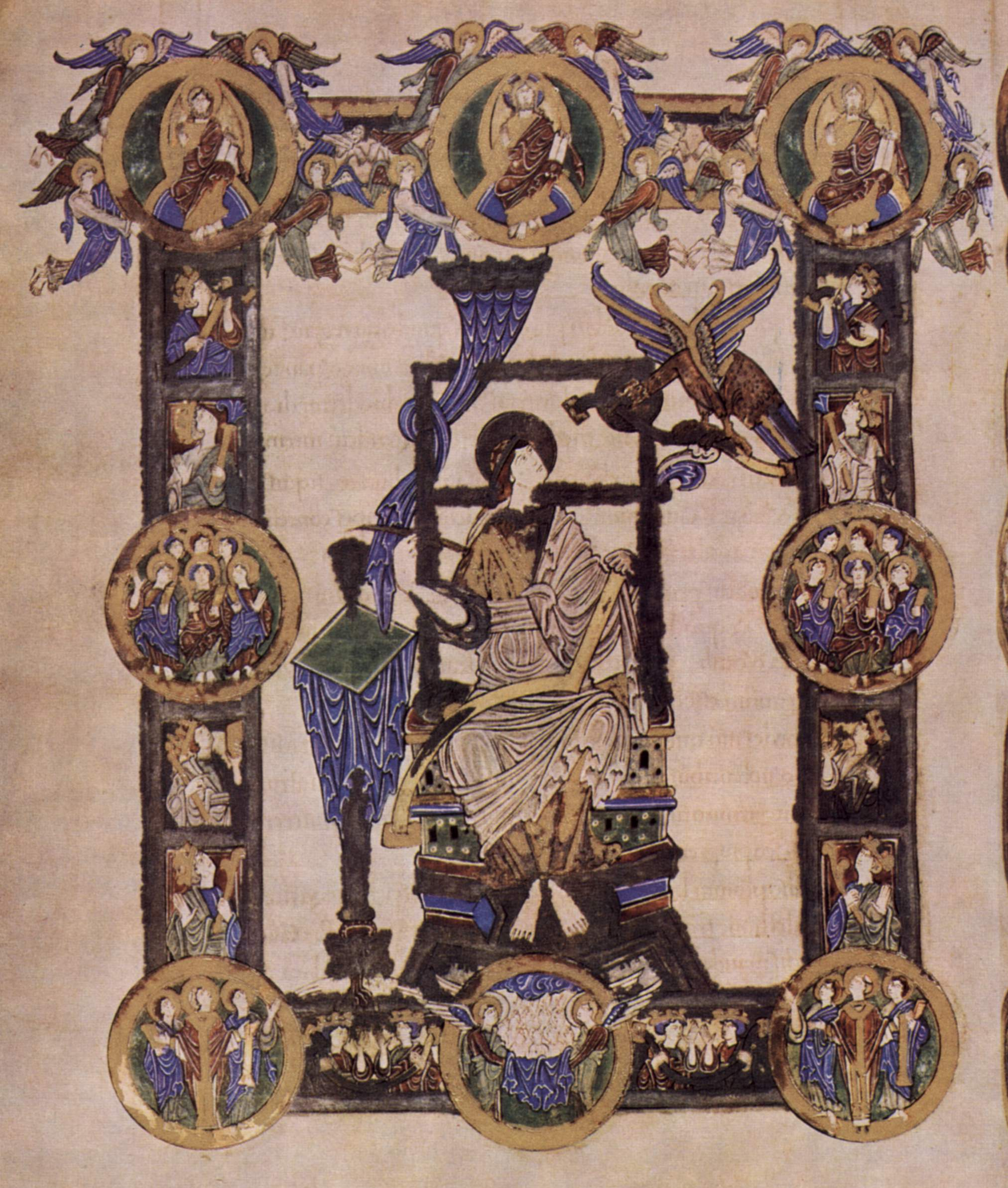
Évangéliaire de Grimbald
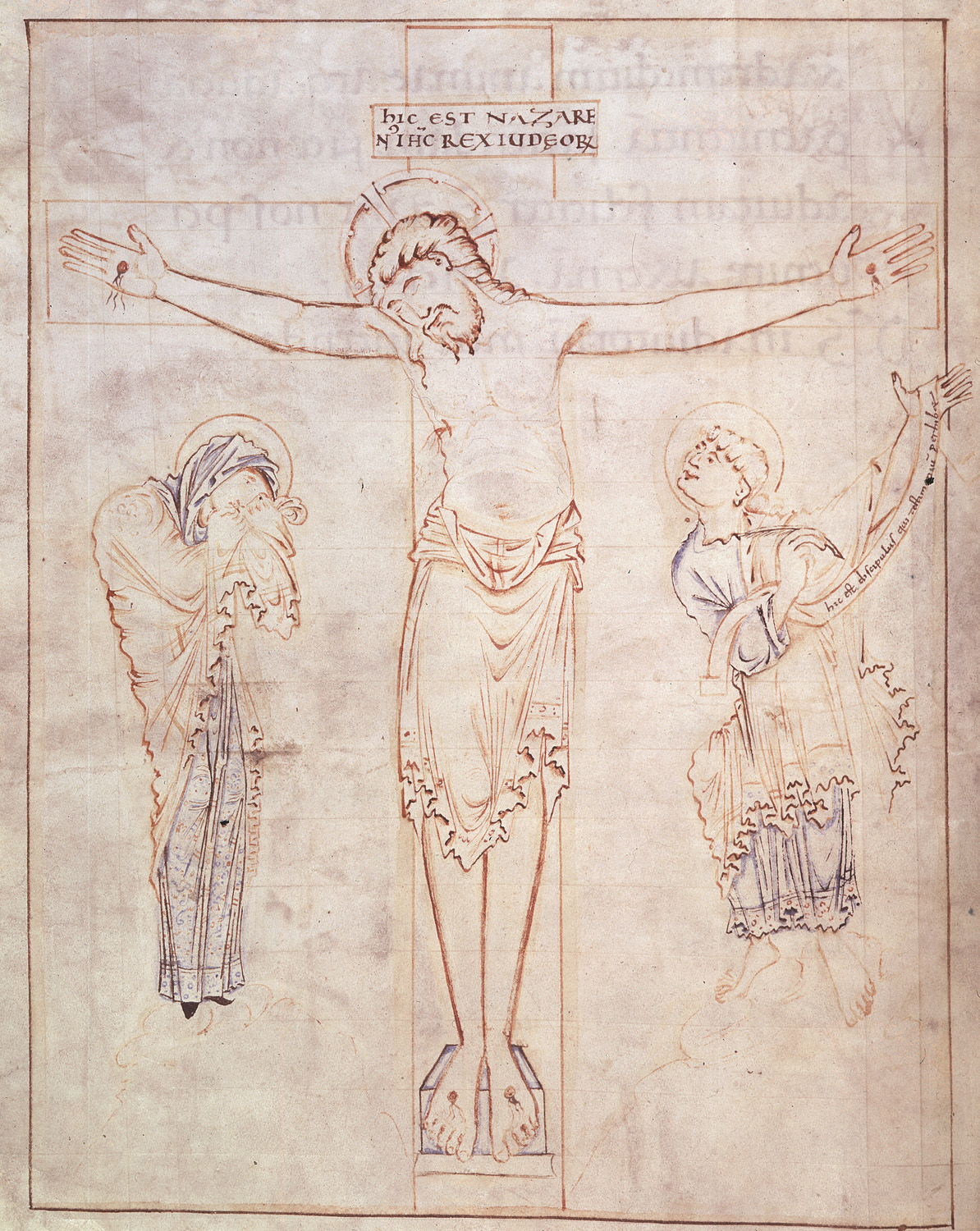
La crucifixion dans le Psautier d'Oswald.
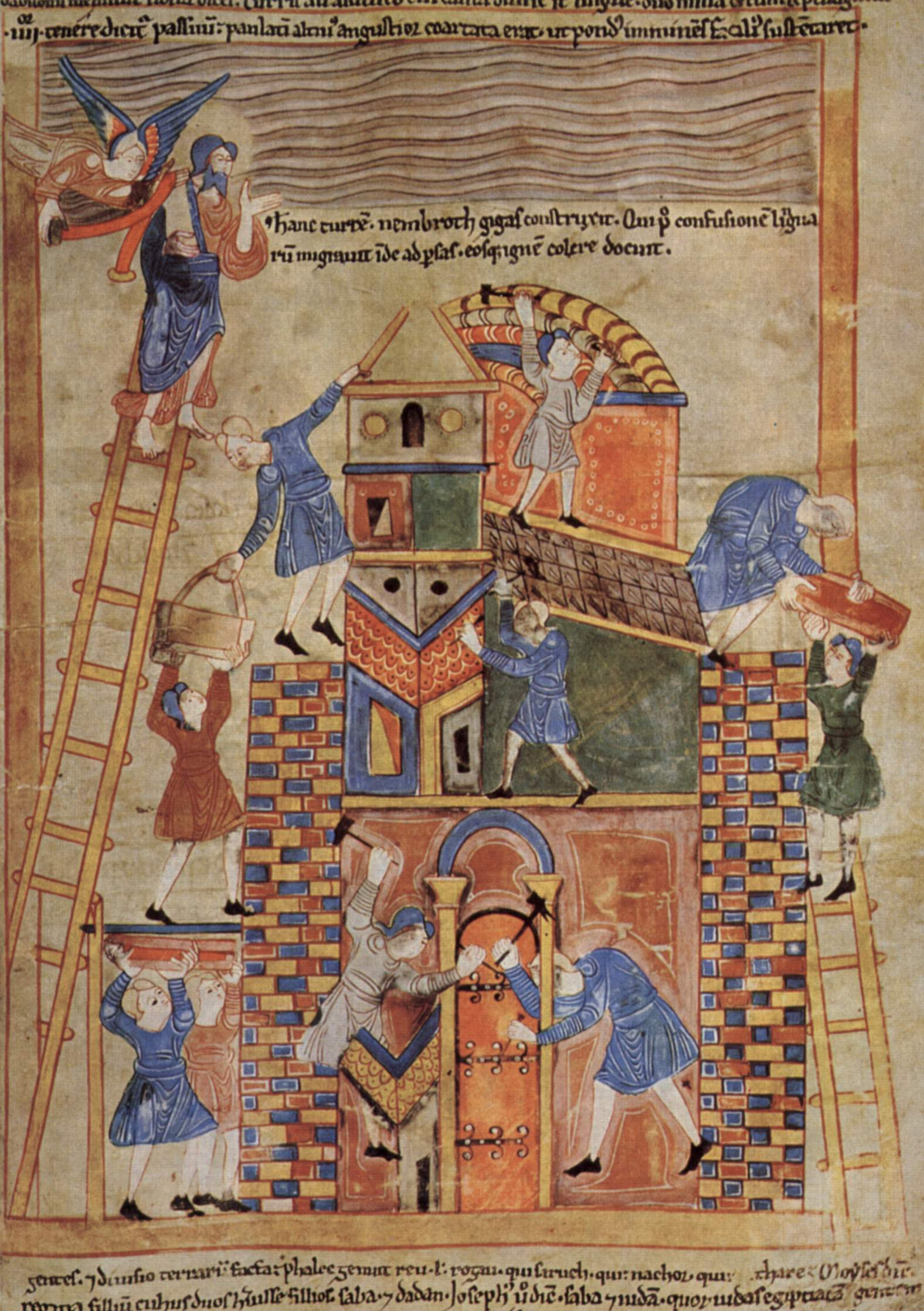
La tour de Babel dans l'Hexateuque vieil-anglais.
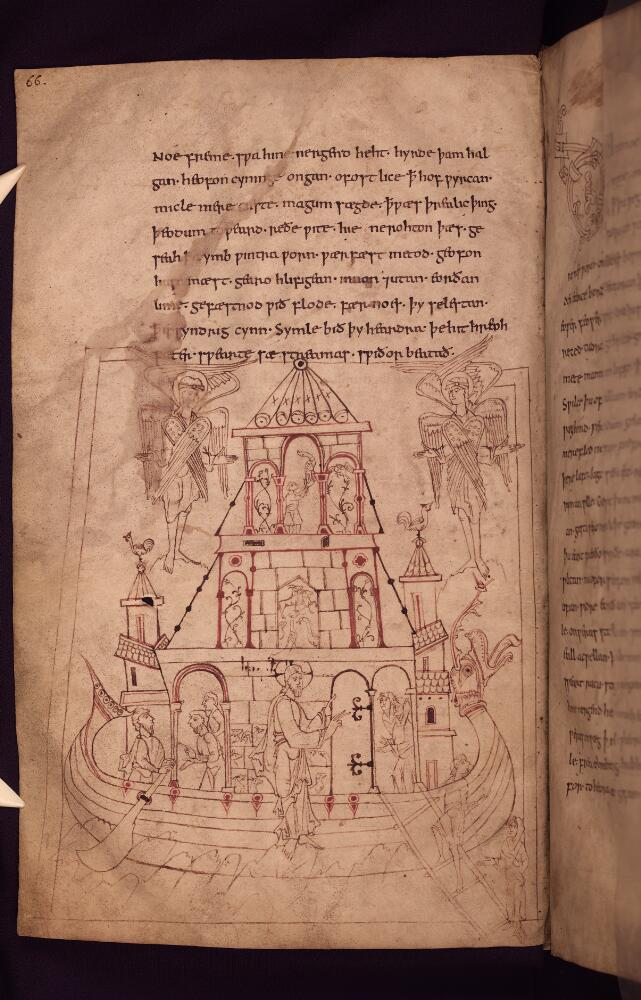
L'arche de Noé dans le manuscrit Junius.